# Lyne Poirier
Lyne Poirier (ur. 16 czerwca 1968 w Port-Cartier) – kanadyjska judoczka. Olimpijka z Barcelony 1992, gdzie zajęła szesnaste miejsce wadze półlekkiej.
Piąta na mistrzostwach świata w 1987; uczestniczka zawodów w 1991. Startowała w Pucharze Świata w latach 1989, 1991 i 1992. Brązowa medalistka igrzysk panamerykańskich w 1987. Wicemistrzyni panamerykańska w 1988. Trzecia na Igrzyskach Wspólnoty Narodów w 1986 (była to dyscyplina pokazowa), a także na igrzyskach frankofońskich w 1989. Trzykrotna złota medalistka mistrzostw Kanady w latach 1986-1991.

## Letnie Igrzyska Olimpijskie 1992
| Konkurencja | Eliminacje             | Klas. końcowa |
| Konkurencja | Przeciwnik I           | Miejsce       |
| ----------- | ---------------------- | ------------- |
| 52 kg       | Paula Saldanha (POR) P | 16.           |